# Gustave Larroumet
Gustave Larroumet, född 22 september 1852 i Gourdon, departementet Lot, död 25 augusti 1903 i Paris, var en fransk litteraturhistoriker.
Larroumet blev 1888 direktör för École des beaux-arts i Paris och utnämndes 1891 till professor i fransk litteratur vid Sorbonne. Larroumets viktigaste verk är hans biografi Marivaux (1883; 2:a upplagan 1903); vidare kan särskilt framhållas La comédie de Moliére (1886; 6:e upplagan 1903), Études d'histoire et de critique dramatiques (1892), Études de litterature et d'art (4 band, 1893–1896), Petits portratis et notes d'art (2 band, 1897, 1902), Racine (1898), Nouvelles études d'histoire et de critique dramatiques (1899) och den postuma Derniers portraits (1904).